# Świątynia rzymska

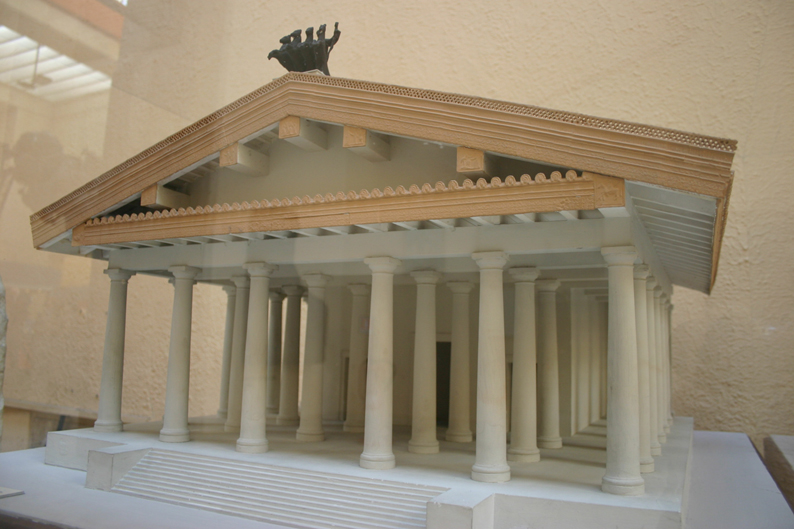
Model pierwszej świątyni (z VI wieku p.n.e.) Trójcy Kapitolińskiej stanowiącej wzór dla późniejszych świątyń rzymskich

Świątynia rzymska – budowla sakralna poświęcona jednemu lub więcej bóstwom czczonym w starożytnym Rzymie. Świątynia pełniła funkcję miejsca przechowywania wizerunków bóstw, przedmiotów kultu oraz ofiar wotywnych. W przeciwieństwie do współczesnych miejsc kultu, świątynia nie służyła jako miejsce publicznych zgromadzeń, ponieważ ołtarz ofiarny, na którym składano ofiary, znajdował się na zewnątrz budynku.
Architektura rzymskich świątyń była inspirowana wcześniejszymi wzorcami etruskimi i greckimi, co odzwierciedlało wpływy tych kultur na rozwój budownictwa sakralnego w starożytnym Rzymie.
W architekturze rzymskiej wykształcono typy świątyń:
- na planie prostokąta (popularniejszy). Świątynie tego typu, budowane często przy placach, miały widoczną fasadę i ewentualnie elewacje boczne. Portyki nie otaczały ich ze wszystkich stron, jak w świątyniach greckich, lecz podpierały wysunięty dach. Były to budowle typowo fasadowe;
- na planie koła – np. świątynia Westy na Forum Romanum z końca II wieku;
- typ mieszany – świątynia, w której cella była na planie koła, a pronaos na planie prostokąta (np. Panteon z II w. n.e.).

Zastosowanie na szerszą skalę przez Rzymian łuków i łączenie linii prostych oraz krzywizn było możliwe poprzez przejęcie z kultury etruskiej pomysłu na zastosowanie łuku nad otworami w ścianach, sklepienia oraz udoskonalenie samej techniki budowlanej (wynalezienie pierwszego cementu złożonego z wapna i popiołów wulkanicznych, wypalanie cegły – II wiek p.n.e.).
Świątynie rzymskie miały murowane ściany, licowane płytami kamiennymi. Stosowane porządki architektoniczne pełniły przede wszystkim funkcję ozdobną.